# Isaac Anken
Isaac Anken (* 25. Mai 1885 in Satigny; † 7. November 1945 in Genf, heimatberechtigt in Anières) war ein Schweizer Politiker.

## Biografie

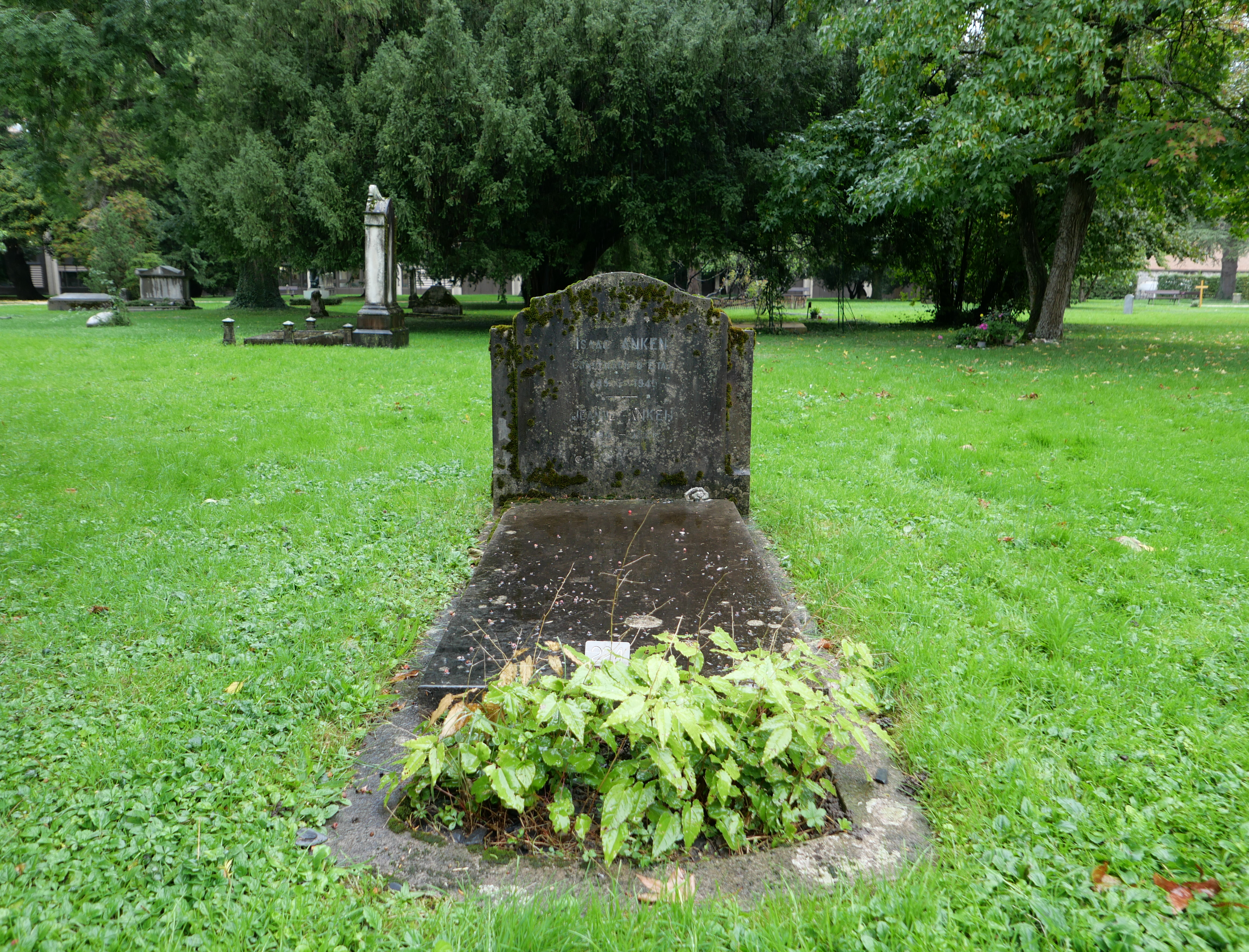
Das Grab im Jahr 2024

Anken studierte Agronomie in Nancy und arbeitete ab 1911 als Adjunkt der Landwirtschaftsabteilung des Kantons Genf und wurde im Jahre 1920 Abteilungschef.
Ab 1936 war er bis zu seinem Tod Staatsrat und stand dem Landwirtschaftsdepartement vor. Er politisierte nach freisinnigem Gedankengut.
Anken wurde auf dem Cimetière des Rois begraben, der als Panthéon von Genf gilt, weil Bestattungen dort für herausragende Persönlichkeiten vorbehalten sind. Seine Frau Jeanne, geb. Mayola (1884–1971), wurde an seiner Seite beigesetzt.